# 慶州瞻星台

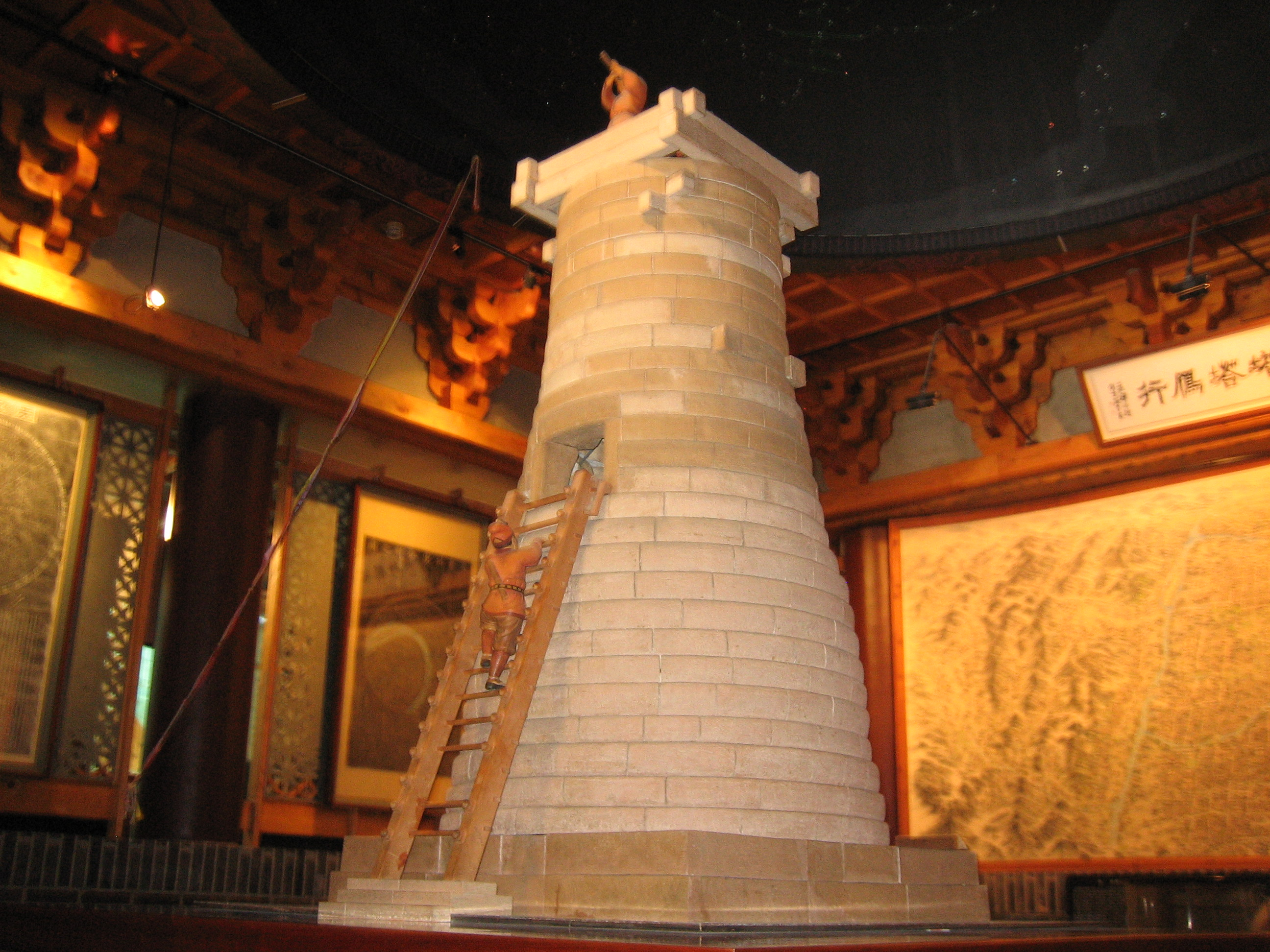
模型による推定利用方法

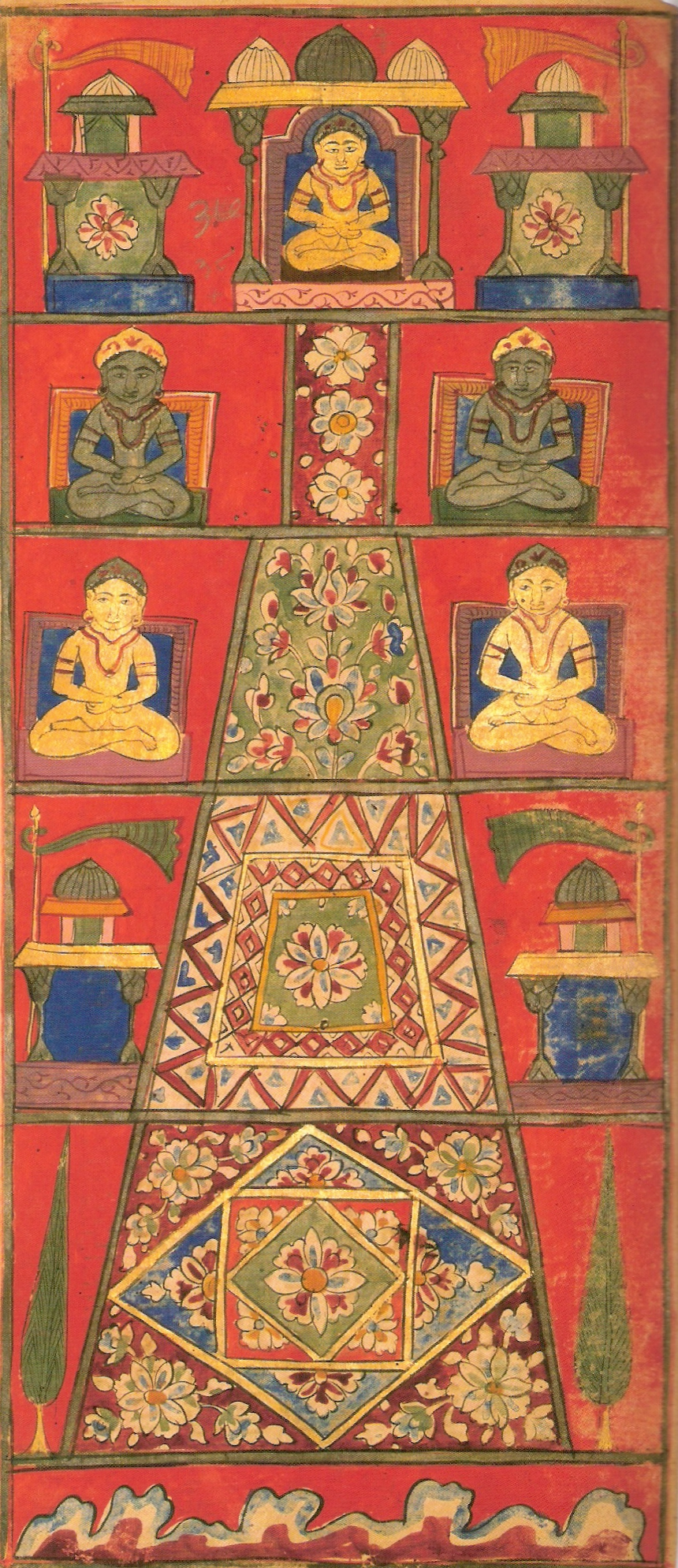
須弥山を描いた17世紀のインドの絵

慶州瞻星台（けいしゅうせんせいだい）は、韓国の慶尚北道慶州市にある建造物で韓国の国宝（第31号）。世界遺産慶州歴史地域の構成資産になっている。建造年・建造者・建造目的は全く不詳であるが、韓国では「新羅時代に建造された東洋最古の天文台遺跡」と言われている。

## 概要
建造年・建造者・建造目的は不詳。韓国では古くから「瞻星台」であると伝えられてきた。瞻星台に関する記事は、朝鮮半島の正史『三国史記』には一切ないものの、『三国遺事』や『輿地考』には見受けられる。最初に登場するのが『三国遺事』の善徳女王の記事であるため、その治世下（632年 - 647年）に建造されたとされる。『三国遺事』の記述は「この王（善徳女王）の時に石を加工して瞻星台を築いた」とあるだけで、用途についての記録は残っていない。李氏朝鮮時代の『東国輿地勝覧』には、内部構造の解説や天文観測に用いられたという記述が見られるが、建造から数百年を経た時代の記録であることから直接的な証拠ではないという指摘もある。また高麗末から朝鮮初頭にかけて書かれた何篇かの詩や『世宗実録地理志』などの中にも瞻星台は登場している。

## 構造
建材には花崗岩が使われており、円筒状で上に行くほど窄まっている。高さは9.108メートル、地上部分の直径は4.98メートル、上層部の直径は2.85メートルである。花崗岩は厚さ約30センチに加工されており、27段積み上げられている。地上部分に入口はなく、中腹部分にあたる13段から15段の部分に四角い窓が一つある。この窓にはしごをかけて内部に出入りしたとされる。現在、内部は地上部分から花崗岩の12段部分まで土で埋められている。19段と20段の部分と25段と26段の部分に床がある。天井はなく、上部は開放されている。
2009年の調査により、瞻星台が建っている地盤が沈下しており、中心軸の傾きが毎年約1ミリメートルずつ増していることが明らかになった。単純に石材を積み上げた構造であるため、このまま補修を施さなければ将来的な崩落もありうることが指摘されている。
2016年9月に起こった慶州地震は瞻星台に大きなダメージを与えた。傾きは一気に20ミリメートル増加し、224ミリメートルとなったほか、最上段に組まれた井字石をはじめとする石材の隙間も数ミリメートルから数センチメートル広がった。韓国の国立文化財研究所は復元補修を検討しているが、地震発生前の精密な構造記録が作成されていなかったことが問題視された。

## 科学史的評価
1910年に瞻星台の存在を学界に認知させたのは、朝鮮総督府観測所所長をつとめた和田雄治であった。気象学者であった和田は、現地に足を運んで、1909年4月に放棄状態となっていた瞻星台を確認、伝承と文献記録の研究とともに、文化財としてその保護に努めた。和田の推測するところでは、かつて瞻星台の頂上には木造の建造物が設置されており、そこで渾天儀のような天文観測器具による観測が常時行われていた。瞻星台を「東洋最古の天文台」と位置付ける和田の説は併合時代の朝鮮人にとって民族的誇りを掻き立てるものであり、以降長年にわたって無批判に受け入れられていた。
後の大韓民国成立後の同国内の科学史学界では、瞻星台の建造意図についての解釈は何度かの変遷を経てきた。瞻星台の学問的な調査研究がはじめられたのは、大韓民国成立後の1960年代になってからであった。科学史家の全相運は1964年に瞻星台の構造と機能を検討し、天文観測用構造物を設置するには不向きな構造であることを指摘した。全相運の説では、太陽の運行につれて日影の長さを記録する圭表（日時計）としての役割が主であり、内部もしくは頂上から天文観測を行うことがあったとしても、日食などの変異に際して臨時に行われるだけのものだとされた。
全の問題提起をきっかけとして、科学史を専門としない者も含めて様々な説が唱えられ、激烈な論争が繰り広げられた。瞻星台が天文観測とは無縁な宗教的・象徴的な建造物だという主張もこの時期に登場した。金容雲によれば、瞻星台は周髀算経などに伝えられる当時の科学知識を集積した一種の記念碑であり、使われている石の数（約360個）は1年の日数を、積まれた段数（一説には28段）は二十八宿を象徴していた。また李龍範は、善徳女王が仏教に力を入れていたこともあり、仏教の発展を願い、霊山である須弥山を模った祭壇であろうと考えた。
1990年代には論争が飽きられ収束し、常設的な天文台だとする伝統的な見解も、宗教的・象徴的な意味だけを認める主張もいずれも影を潜めた。1996年に開かれた第9回国際東アジア科学史会議では、瞻星台で何らかの天文観測が行われたかもしれない、という点で史学者の間に意見の一致が見られた。ただし、具体的な観測形態やその意味付けについて統一的な見解はいまだに得られていない。